# 우알라이우에
우알라이우에(스페인어: Hualaihué)는 칠레 로스라고스 주 팔레나 현의 코무나이다.